# Vescera

Situation des villes romaines en Afrique du Nord

Vescera, aussi connue sous le nom d'Ad Piscinam, est un ancien siège titulaire, et colonie romaine, en Afrique romaine.
Elle a été localisée près de Biskra, en Algérie. Elle reste un siège titulaire de l'Église catholique romaine, dans la province de Numidie.

## Histoire
Vers l'an 200, peu après l'arrivée des Romains, la ville est fondée sous l'empereur Septime Sévère, et fait partie de la province de Numidie. Son nom a apparemment été expurgé par les Romains, en Ad Piscīnam ("à la piscīna"), impliquant la présence d'importants travaux hydrauliques. Elle est le siège d'un évêché. Au ive siècle, elle est l'un des principaux centres du schisme donatiste.
À la fin du viie siècle, la ville tombe aux mains des armées musulmanes.

## Diocèse
Trois évêques sont connus  ve siècle :
- Optat de Milève (catholique) fl. 411 et ami d'Augustin d'Hippone[2]
- Fortunatus (donatiste) fl. 411
- Felix (catholique) fl. 484.

Au xxe siècle, l'évêché a été officiellement rétabli en tant que siège titulaire et trois évêques sont connus :
- Louis-Georges-Firmin Demol, (nommé le 27 janvier 1936 - 2 juillet 1969)[3]
- José Gustavo Angel Ramirez, (nommé le 19 juin 1989 - 23 février 2013)[4]
- John Bosco Chang Shin-Ho (nommé le 31 mai 2016 -)[5]